# Enrique Olaya Herrera
Enrique Olaya Herrera né le 12 novembre 1880 à Guateque et mort le 18 février 1937 à Rome est un journaliste et homme d'État colombien. Il est président de la République entre 1930 et 1934.